# Spitak
Spitak (armenisch Սպիտակ, früher Amamth bzw. Amamlu, russisch Спита́к) ist eine Stadt im Norden Armeniens. Sie liegt in der Provinz Lori.

## Geografie

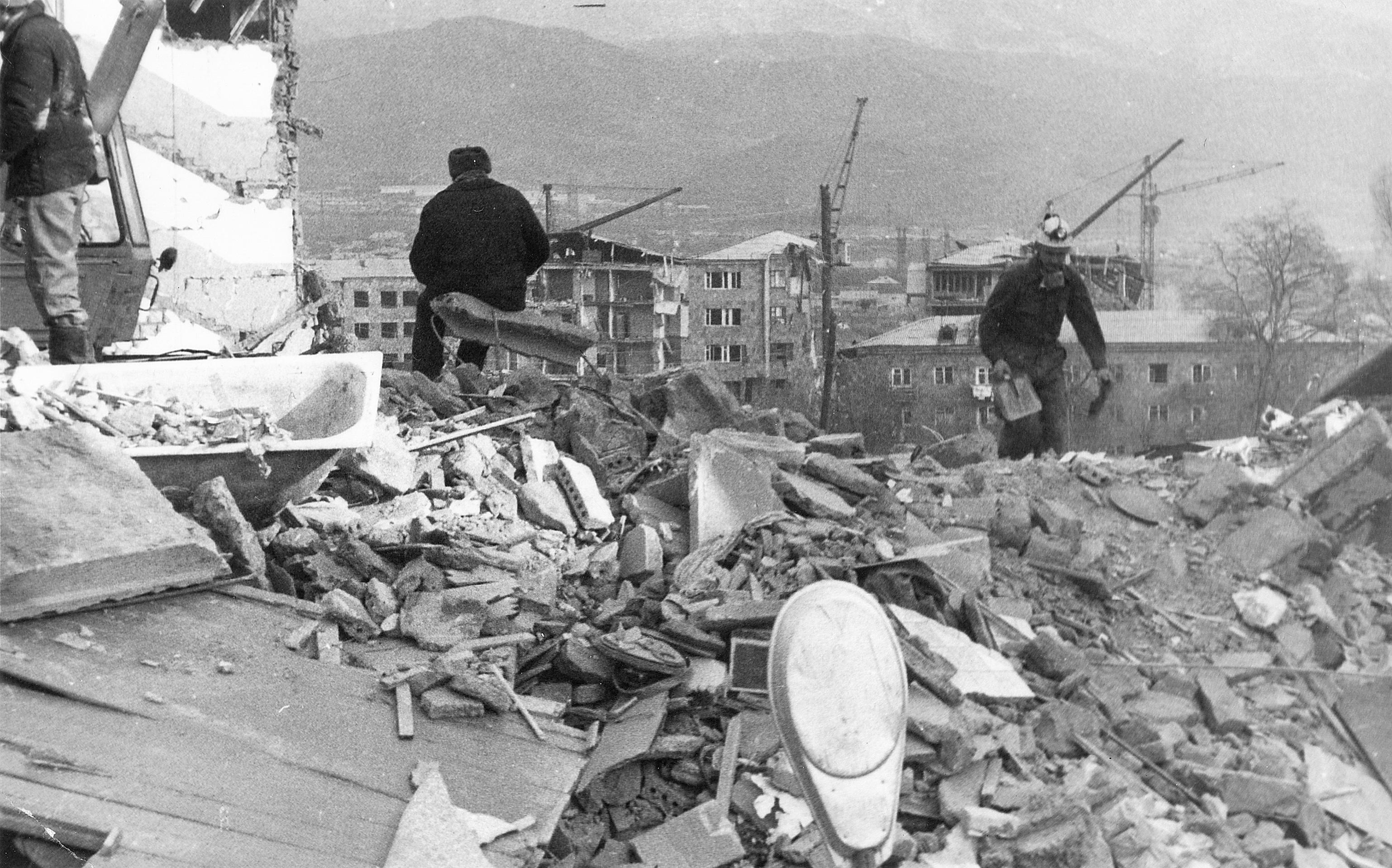
Spitak nach dem Erdbeben 1988

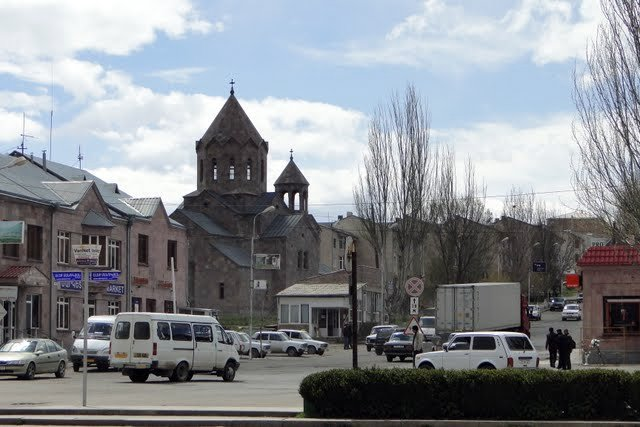
Das neue Stadtzentrum

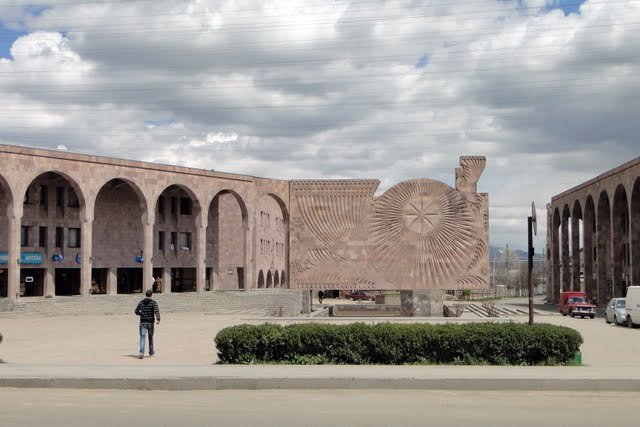
Stadtplatz

Spitak liegt in einem Gebiet, in dem eine hohe Gefahr von Erdbeben besteht. Die frühere Stadt Spitak lag im Bereich zweier tektonischer Platten. Die Stadt wurde nach dem verheerenden Erdbeben vom 7. Dezember 1988 in veränderter Position wieder aufgebaut.
Bei der Volkszählung des Jahres 2001 betrug die offizielle Einwohnerzahl 14.984. Nach der amtlichen Statistik lebten im Januar 2009 in Spitak 15.146 Einwohner.

## Geschichte
Das Erdbeben von 1988 hatte eine Stärke von 6,9 auf der Momenten-Magnituden-Skala, 25.000 Menschen starben. Zum Erinnerungsort an die Tausenden Toten des Erdbebens wurde der Friedhof von Spitak mit einer schnell errichteten Kirche aus Zinkblech.

## Verkehr

### Straße
Die Schnellstraße M3 führt von der georgischen Grenze im Norden über Stepanawan nach Spitak und weiter über den 2378 m hohen Spitak-Pass (Spitaki l-tsk) am Abzweig nach Gjumri im Dorf Alagyaz vorbei Richtung Jerewan. Die M7 verbindet Spitak direkt mit dem westlich gelegenen Gjumri. Nach Osten verläuft die M6 flussabwärts im Tal des Pambak über Wanadsor und nach dessen Einmündung in den Debed über Alawerdi bis zur georgischen Grenze.

### Eisenbahn
Die Stadt besitzt einen Bahnhof an der Bahnstrecke Tiflis–Jerewan, die 1899 eröffnet wurde.

## Persönlichkeiten
- Əziz Əliyev (1897–1962), sowjetischer kommunistischer Politiker